# Igoiu, Vâlcea
Igoiu este un sat în comuna Alunu din județul Vâlcea, Oltenia, România.

## Obiective turistice
Biserica „Cuvioasa Paraschiva“ (1652), are plan dreptunghiular, absida poligonală. Pe latura de vest se află un pridvor.

## Vezi și
- Biserica de lemn din Igoiu
- Biserica de lemn din Igoiu-Leurda

 Acest articol despre o localitate din județul Vâlcea este deocamdată un ciot. Puteți ajuta Wikipedia prin completarea lui.